# Rajbari (district)
Pour les articles homonymes, voir Rajbari.
Rajbari est un district du Bangladesh. Il est situé dans la division de Dhaka. La ville principale est Rajbari.

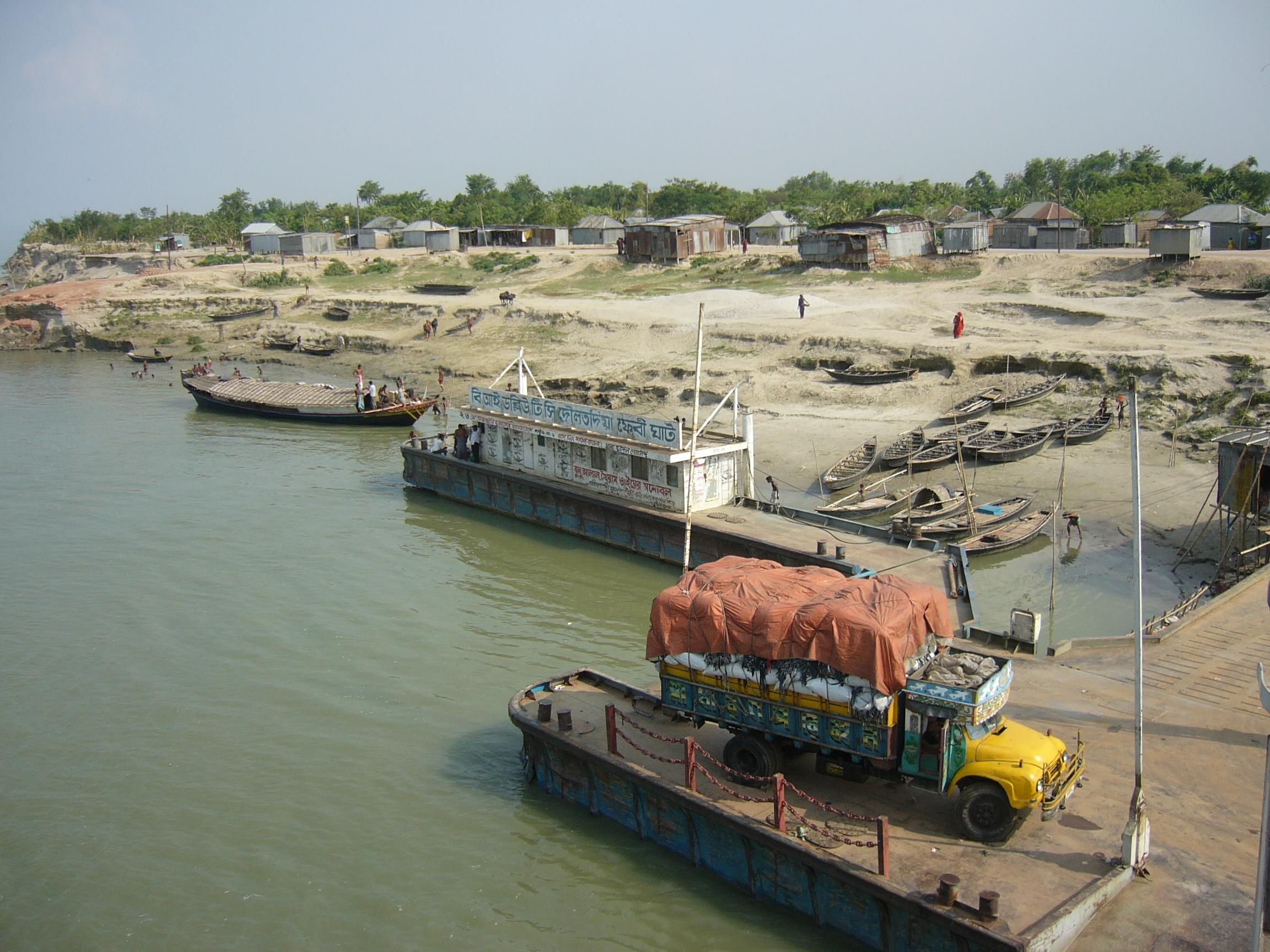
Daulatdia Ghat, Rajbari, Bangladesh